# 小行星8273
小行星8273（8273 Apatheia）是一颗绕太阳运转的小行星，为主小行星带小行星。该小行星于1989年11月29日发现。

## 轨道参数
小行星8273的轨道半长轴为2.6034691 UA，离心率为0.241。